# Ho un sogno
Ho un sogno (Имам една мечта) е четиринайсетият студиен албум на италианската певица Анна Окса, издаден през 2003 година от музикалната компания Sony.

## Диск
Албумът поставя началото на сътрудничеството на Окса с различни автори, по-конкретно Марко Фаладжани и Марко Карнезеки, с които записва почти всички песни от албума.
С песента Cambierò (Ще се променя) Анна участва на Музикалния фестивал „Санремо“ същата година и с нея промотира своя албум.
Другите сингли от албума са Questa sono io (Това съм аз) и Il muro (Стената), с които взема участие на музикалния фестивал „Фестивалбар“ същата година.
Албумът е отличен със златен диск, оказвайки се един от най-продаваните на фестивала.

## Песни
1. Questa sono io (Това съм аз) (текст: Марко Фаладжани, Анна Окса – музика: Марко Фаладжани, Джанлука Нести)
2. Ho un sogno (Имам една мечта) (текст: Марко Карнезеки, Марко Фаладжани, Анна Окса – музика: Марко Фаладжани)
3. Cambierò (Ще се променя) (текст: Марко Карнезеки, Марко Фаладжани, Анна Окса – музика: Марко Фаладжани)
4. Giovanni (Джовани) (текст и музика: Марко Фаладжани)
5. Figlio (Синко) (текст: Марко Карнезеки, Марко Фаладжани, Анна Окса – музика: Марко Фаладжани)
6. Il muro (Стената) (текст и музика: Марко Карнезеки, Марко Фаладжани)
7. Di questo amore (От тази любов) (текст: Марко Карнезеки, Марко Фаладжани, Анна Окса – музика: Марко Фаладжани)
8. La mia coscienza (Моето съзнание) (текст: Донато Д'Амико, Марко Карнезеки, Марко Фаладжани – музика: Донато Д'Амико)
9. Piccolo violino (Мъничка цигулка) (текст: Марко Карнезеки, Марко Фаладжани, Анна Окса – музика: Марко Фаладжани)
10. Ultime novità (Последни новини) (текст: Марко Карнезеки, Марко Фаладжани, Анна Окса – музика: Марко Карнезеки, Марко Фаладжани)

|  | Тази страница частично или изцяло представлява превод на страницата Ho un sogno (album) в Уикипедия на италиански. Оригиналният текст, както и този превод, са защитени от Лиценза „Криейтив Комънс – Признание – Споделяне на споделеното“, а за съдържание, създадено преди юни 2009 година – от Лиценза за свободна документация на ГНУ. Прегледайте историята на редакциите на оригиналната страница, както и на преводната страница, за да видите списъка на съавторите. ВАЖНО: Този шаблон се отнася единствено до авторските права върху съдържанието на статията. Добавянето му не отменя изискването да се посочват конкретни източници на твърденията, които да бъдат благонадеждни. |